# Secuestro aéreo (historieta)
Secuestro aéreo es una historieta creada en 1979 por el autor de cómics español Francisco Ibáñez perteneciente a su serie Mortadelo y Filemón. 

## Creación y trayectoria editorial
La historieta podría estar inspirada por el estreno aquel año de la película Aeropuerto 79, última secuela de la película Aeropuerto, muy popular en su momento, pero ya de capa caída en 1979
Publicada por primera vez en forma seriada en la revista Mortadelo números 460 (26-9-1979) al 468 (12-11-1979), más tarde recopilada en 1994 en el n.º 41 de la Colección Olé.

## Sinopsis
Mortadelo y Filemón deben detener a un delincuente que se dedica a secuestrar aviones.

## En otros medios
- Ha sido adaptado al completo en el episodio de la serie de televisión sobre los personajes aunque recibe el nombre de Casos aéreos.[3]